# Citroën Saxo
Citroën Saxo je pětimístný hatchback vyráběný francouzskou automobilkou Citroën. Model Saxo byl vyráběn v letech 1996 až 2004. Do roku 1998 se vyráběl společně s menším typem AX. Vůz používá koncernovou platformu společně s vozem Peugeot 106.
Výroba probíhala ve verzích Saxo First, Saxo Forte, Saxo Scandal, Saxo Eastcoast, Saxo Desire, Saxo Executive, a Saxo Westcoast. Oproti předchůdci přinesl zvýšení kvality zpracování. Horší je ochrana bezpečnosti posádky. V nárazových testech Euro-NCAP získalo Saxo v roce 2000 jen 2 hvězdičky. Vůz je snadno ovladatelný. Vznětové agregáty dosahují ale značného hluku.

## Motory
Benzínové:
- 1.0, 954 cm³ 33 kW (45 PS) (1996–1999)
- 1.0, 954 cm³ 37 kW (50 PS) (1999–2001)
- 1.1, 1.124 cm³ 40 kW (54 PS) (1996–1998
- 1.1, 1.124 cm³ 44 kW (60 PS) (1998–2004)
- 1.4 VTS, 1.360 cm³ 55 kW (75 PS) (1996–2004)
- 1.6 VTR, 1.587 cm³ 65 kW (88 PS) (1996–1998)
- 1.6 VTR, 1.587 cm³ 72 kW (98 PS) (1999–2003)
- 1.6 VTS, 1.587 cm³ 87 kW (118 PS) (1996–2004)

Dieselové:
- 1.5 D, 1.527 cm³ 40 kW (54 PS) (1996–2000)
- 1.5 D, 1.527 cm³ 42 kW (57 PS) (2001–2004)